# Hygroamblystegium ecuadorense
Hygroamblystegium ecuadorense är en bladmossart som beskrevs av Edwin Bunting Bartram 1964 [1965. Hygroamblystegium ecuadorense ingår i släktet Hygroamblystegium och familjen Amblystegiaceae. Inga underarter finns listade i Catalogue of Life.